# Vom Täter fehlt jede Spur (1952)
Vom Täter fehlt jede Spur ist ein britischer Kriminalfilm aus dem Jahr 1952 von Sam Newfield mit Cesar Romero und Lois Maxwell in den Hauptrollen. Der Film ist eine Co-Produktion von Intercontinental Pictures, Exclusiv Filmy und Lippert Productions, wurde aber als Produktion der Hammer Films präsentiert. Er basiert auf der Hörspielreihe Scotland Yard Inspector von Lester Powell.

## Handlung
Als Danny McMara und seine Freundin durch dichten Londoner Nebel fahren, fordert sie ihn auf, anzuhalten und auszusteigen, und überfährt ihn dann. In der Nähe wird sie von Dannys Schwester Heather in einer Bar erwartet, während Phil O’Dell, ein amerikanischer Autor, darauf wartet, dass sich der Nebel weit genug lichtet, damit sein Flugzeug abheben kann. Nachdem ein Polizist eintrifft und einen Bericht über einen Toten einreicht, begleitet Phil Heather, um sich den Unfall anzusehen. Sie glaubt, dass ihr Bruder ermordet wurde. Phil, der sich zu Heather hingezogen fühlt, nimmt sie mit zu seinem Freund, dem Inspektor McGlendon von Scotland Yard. Er stürmt in das Büro des Chefinspektors und nachdem er seinem Freund auf die Schulter geklopft hat, stellt er betrübt fest, dass McGlendon durch den mürrischen Inspektor Rigby ersetzt wurde. Rigby, unbeeindruckt von Heathers Mangel an Beweisen, warnt Phil davor, Detektivarbeit zu betreiben, aber Phil ignoriert ihn.
Phil beginnt seine Ermittlungen in Dannys Lieblingsnachtclub „Peggy’s“, wo er die schöne namensgebende Besitzerin trifft, die ihm aber nicht helfen kann. Die Bestechung des Kellners bringt jedoch die Adresse von Dannys Hotel ans Licht. Phil gibt vor, Dannys Freund zu sein und bekommt den Schlüssel zum Zimmer. Als er den Raum betritt, wird er von einem Fremden, der sich hinter einem Vorhang versteckt, bewusstlos geschlagen. Als er wieder zu sich kommt, findet er ein Tonband. In diesem Moment erscheint Rigby, der Phil entdeckt. Obwohl er misstrauisch ist, lässt er ihn frei. Auf dem Weg nach draußen nimmt Phil Dannys Post an sich und entdeckt einen Brief der Schauspielerin Marilyn Durant. Er besucht sie, stellt jedoch fest, dass sie aufgrund einer Überdosis Schlaftabletten ohnmächtig geworden ist. Phil ruft Heather zu sich und gemeinsam beleben sie Marilyn wieder, die ihnen mitteilt, dass sie Danny liebe und am Boden zerstört sei, als er ihr mitteilt, dass er verlobt sei. Sie nennt ihnen den Namen von Dannys altem Chef, dem Filmproduzenten Christopher Hampden. Nachdem Hampden behauptet, nichts über Dannys Tod zu wissen, sagt Phil Heather, dass er das Verbrechen nicht aufklären kann. Als sie ihn fragt, warum er sich die Mühe gemacht hat, es zu versuchen, gibt er ihr als Antwort einen Kuss.
Phil nimmt seine Pläne wieder auf, England zu verlassen, doch als er herausfindet, dass sein Hotelzimmer durchsucht wurde, lässt er vom Flughafenmanager Boswell seine Reservierung für den Rückflug stornieren. Als Nächstes lässt er das Tonband in einem Plattenladen laufen und hört, wie ein Mann auf Drängen einer Frau namens Margaret gesteht, in einer Garage ein Feuer gelegt zu haben, bei dem sein Partner George Maybrick getötet wurde. Phil versucht, das Band für Heather noch einmal abzuspielen, löscht es jedoch versehentlich. Stunden später erinnert er sich endlich an den Namen der Garage und erfährt dort vom Feuerwehrchef, dass Hampden und Martin Sorrowby Maybricks Partner waren. Auch Danny habe ihn wegen desselben Brandes befragt. Phil ist nun davon überzeugt, dass Danny ermordet wurde, weil er Hampden erpresst hatte. Er eilt zum Produzenten, der Phils Verdacht bestreitet und ihn dann von seinem Handlanger Connors beschatten lässt. Phil folgt Sorrowby in eine Nervenheilanstalt und findet sein Zimmer, obwohl Hampdens Freundin Dr. Campbell darauf besteht, dass Sorrowby tot ist. Sorrowby gesteht, dass Maybrick einen Weltklasse-Vergaser entwickelt hat, dann aber darauf bestand, das Patent der Regierung zu geben. Als seine Frau Margaret dies entdeckte, drängte sie Sorrowby und Campbell, ihn zu töten. Sorrowby teilt Phil dann mit, dass er nicht zwischen Fakten und Fiktion unterscheiden kann. Dr. Campbell stürmt herein und obwohl Phil entkommt, lässt sie Sorrowby töten, weil er mit Phil gesprochen hat. Nachdem Connors Hampden von Phils Beteiligung erzählt, teilt Hampden Margaret mit, dass er Phil töten lassen wird.
Unterdessen überredet Phil Rigby, ihn zurück in die Anstalt zu begleiten. Als sie erfahren, dass Sorrowby tot ist, befiehlt Rigby Phil, die Ermittlungen einzustellen. Stattdessen besucht Phil die Garagenruine, wo er ein Foto von Margaret findet und sie als Peggy erkennt. In diesem Moment schlägt Connors ihn bewusstlos und informiert Hampden über das Foto. Margaret zwingt Heather, sie zu Hampden zu begleiten, und fährt mit ihr im dichten Nebel dorthin. Margaret versucht, Heather zu überfahren, ihr Plan wird jedoch von einem Polizisten vereitelt, sodass sie Heather in Hampdens Büro bringt. Phil, der erfahren hat, dass Heather mit Margaret gegangen ist, eilt rechtzeitig zu Hampden, um sie zu retten. Heather und Phil laufen in den Keller, gefolgt von Connors, Hampden und Margaret, die auf sie schießen. Während Connors gegen Phil kämpft, schießt Hampden versehentlich auf seinen Handlanger und stürzt dann von einem Gerüst. Anstatt zu helfen, läuft Margaret aus dem Gebäude. Phil versucht Hampden zu retten, aber der stürzt in den Tod, während Margaret in ein Auto springt und in dem dichten Nebel verunglückt.
Einige Tage später bedankt sich Rigby bei Phil, der Heather mitnimmt, um nach Amerika zu fliegen. Als Boswell ihn jedoch erkennt, verweigert er ihnen eine Reservierung, und Phil hofft, dass Heather nicht seekrank wird.

## Hintergrund
Gedreht wurde der Film von Anfang April bis Anfang Mai 1952 in den Riverside-Studios in London.
Moray Grant arbeitete als Kameraführer. Musikalischer Direktor war Muir Mathieson, Casting-Director Michael Carreras.

## Synchronisation
Die deutsche Synchronfassung entstand im Auftrag der Chronos Film unter der Dialogregie von K. P. Rohnstein, der auch das Dialogbuch schrieb.
| Rolle                  | Schauspieler         | Deutscher Synchronsprecher |
| ---------------------- | -------------------- | -------------------------- |
| Phil O’Dell            | Cesar Romero         | Ernst Fritz Fürbringer     |
| Pegy/Margaret Maybrick | Lois Maxwell         | Ursula Zell                |
| Heather McMara         | Bernadette O’Farrell | Ursula Traun               |
| Christopher Hampden    | Geoffrey Keen        | Werner Lieven              |
| Marilyn Durant         | Mary Mackenzie       | Maria Landrock             |

## Veröffentlichung
Die Premiere des Films fand am 13. Oktober 1952 statt. In der Bundesrepublik Deutschland kam er am 10. September 1953 in die Kinos.

## Kritiken
Das Lexikon des internationalen Films schrieb: „Reißerischer Kriminalfilm der B-Kategorie, arg konstruiert und nur wenig spannend.“
Der Kritiker des TV Guide fand, dass bei der Nachbildung des Londoner Nachtlebens gute Arbeit geleistet wurde, die Geschichte jedoch auf verwirrende Weise auf die Leinwand gebracht werde.